# حرب القانون
حرب القانون هي شكل من أشكال الحرب التي تتألف من استخدام النظام القانوني ضد عدو ما، مثل إلحاق الضرر به أو نزع شرعيته، أو عرقلة أوقاته أو الفوز في حرب العلاقات العامة. المصطلح بالإنجليزية «Lawfare» هو لفظ منحوت من كلمتي القانون «law» والحرب «warfare».

## أصل المصطلح
لعل أول استخدام لمصطلح «حرب القانون» يعود إلى مخطوطة من عام 1975 بعنوان «إلى أين يذهب القانون»، التي تقول إن النظام القانوني الغربي أصبح مفرط الجدلية والنفعية مقارنةً بالنظام الشرقي الأكثر إنسانية، والقائم على المعايير.
أحد استخدامات المصطلح المذكورة بشكل متكرر موجودة في مقال «تشارلز جاي. دنلاب الابن» المُؤلف لصالح مركز كار في جامعة هارفارد عام 2001. في هذا المقال، يعرّف دنلاب حرب القانون بأنها «استخدام القانون كسلاح حرب». وتوسع في ذلك التعريف لاحقًا، موضحًا أن حرب القانون كانت «استغلال حوادث حقيقية أو متصورة أو حتى مدبرة لانتهاكات قوانين الحرب وتوظيفها كوسيلة غير تقليدية في مواجهة قوة عسكرية متفوقة».

## حرب القانون والقضاء العالمي
قد تضم حرب القانون قلب قانون أمة ما ضد مسؤوليها، لكن في الآونة الأخيرة ارتبطت بانتشار القضاء العالمي، والذي يعني سعي دولة أو منظمة دولية تستضيفها تلك الدولة من أجل القبض على مسؤولين من دولة أخرى ومقاضاتهم.

## هل حرب القانون مصطلح إيجابي أم سلبي؟

### إيجابي
يصف العقيد تشارلز دنلاب حرب القانون بأنها «إحدى طرق الحرب التي يُستخدم فيها القانون كوسيلة لتحقيق هدف عسكري». في هذا المعنى، قد تكون حرب القانون بديلًا أكثر إنسانية للنزاع العسكري. يعتبر العقيد دنلاب حرب القانون عمومًا «تلاعبًا مستخفًا بسيادة القانون والقيم الإنسانية التي يمثلها».
استخدم بنجامين ويتس، وروبرت تشيسني، وجاك غولدسميث الكلمة في «مدونة حرب القانون» الخاصة بهم، والتي تركز على قانون الأمن القومي وتستكشف المصطلح والجدل حول معنى حرب القانون وما إذا كان ينبغي اعتبارها أمرًا مسيئًا بالكامل. (انظر إلى: مدونة «مرحبًا بكم في حرب القانون»، بقلم بنجامين ويتس، 1 سبتمبر 2010؛ راجع أيضًا: «حول حرب القانون: تاريخ مختصر للمصطلح والموقع»، على https://www.lawfareblog.com/about-lawfare-brief-history-term-and-site).
جادل بنجامين ويتس، أحد كبار الباحثين في معهد بروكينغز، بأنه لا ينبغي أن يكون لحرب القانون دلالة سلبية فقط، فهي تشير أيضًا إلى الجدالات القانونية المتنازع عليها بشدة في الولايات المتحدة والمحيطة بالأمن القومي وقانون الأمن القومي. كتب ويتس: «يشير اسم حرب القانون إلى كل من استخدام القانون كسلاح للنزاع، وربما الأهم من ذلك، إلى الواقع المحبط المتمثل في أن أمريكا ما تزال في حالة صراع مع نفسها بشأن القانون الذي يحكم حربها مع الآخرين».

### سلبي
تقول المؤسسة البحثية «مشروع حرب القانون» إن حرب القانون تُعتبر أمرًا سبيًا بالكامل، وتصفها بأنها «إساءة استخدام القوانين والأنظمة القضائية الغربية لتحقيق أهداف سياسية أو عسكرية إستراتيجية». من هذا المنظور، تشمل حرب القانون «التلاعب السلبي بقوانين حقوق الإنسان الدولية والوطنية لتحقيق أغراض مختلفة أو مخالفة للأغراض التي صدرت من أجلها هذه القوانين أصلًا».
في خطاب ألقاه عام 2010 حول الموضوع، وضّح «بروك غولدستاين» مدير مشروع حرب القانون ما يلي:
... إن حرب القانون هي أكثر من مجرد نزع الشرعية عن حق دولة في الدفاع عن نفسها؛ فهي تتعلق بإساءة استخدام القانون وأنظمتنا القضائية لتقويض المبادئ ذاتها التي تدافع عنها: سيادة القانون، وقدسية الحياة البشرية البريئة، والحق في حرية التعبير. حرب القانون ليست شيئًا يشارك فيه الأشخاص بهدف السعي لتحقيق العدالة؛ إنها عملية سلبية ويجب تعريفها على هذا النحو لتحمل أي معنى حقيقي. وإلا، فنحن نخاطر بتخفيف هذه الظاهرة وتغذية عدم القدرة على التمييز بين ما هو التطبيق الصحيح للقانون، من ناحية، وما هي حرب القانون، من ناحية أخرى. لأن هذا هو جوهر المشكلة هنا، كيف نميز بين تلك التي تشكل معركة قانونية شرعية بناءة (حتى لو كانت هذه المعركة القانونية ضدنا ومزعجة لنا) عن تلك التي تمثل تحريفًا للقانون وتؤدي إلى نتائج معاكسة، والتي يجب ألا تكون ذات سابقة؟ إن رسم هذه الحدود ليس بسيطًا كما قد يرغب البعض في جعله؛ مثل أن الدعاوى القضائية ضد الإرهابيين جيدة، والإجراءات القانونية ضد الولايات المتحدة وإسرائيل سيئة. فالسؤال الآن ليس «من هو المستهدف»، بل «ما هو الهدف» وراء هذا الإجراء القانوني: هل هو السعي لتحقيق العدالة، أو تطبيق القانون لمصلحة الحرية والديمقراطية، أو هو تقويض نظام القوانين التي يجري التلاعب بها؟

## أمثلة

### النزاع الإسرائيلي- الفلسطيني
دعا منتدى المنظمات غير الحكومية لمؤتمر ديربان في عام 2001 إلى «إنشاء محاكمة جرائم حرب» ضد إسرائيل. استخدمت المنظمات غير الحكومية قوانين الاختصاص القضائي العالمية في أوروبا وأمريكا الشمالية لطرح مثل هذه الدعاوى. تسمح هذه القوانين للمحاكم برئاسة القضايا التي يكون فيها واحد أو أكثر من الأطراف (أو الأحداث محل النقاش) أجنبيًا. في بعض البلدان، مثل إسبانيا، يمكن لمنظمة غير حكومية أن تتقدم بطلب إلى المحكمة مباشرة للحصول على مذكرة توقيف أو لبدء تحقيق جنائي دون علم الحكومة أو موافقتها. رُفعت العديد من القضايا ضد المسؤولين الإسرائيليين وأولئك المرتبطين بالجيش الإسرائيلي، متهمين بارتكاب جرائم حرب. وعُقدت جلسات استماع لهذه القضايا في كل من إسرائيل وبلدان أخرى.
وصف السفير الأمريكي جون آر. بولتن المحاولات الفلسطينية في سعيها للحصول على اعتراف الأمم المتحدة بدولتها بأنها «حرب قانون»، لأنه يرى أن هذه المحاولات تعني تجريد إسرائيل من شرعيتها.
اتُهِم بعض أنصار إسرائيل، مثل شورات هادن (مركز القانون الإسرائيلي)، باستخدام «حرب القانون» لحمل السلطات على الاستيلاء على سفن النشطاء المتجهة إلى غزة (المعروفة باسم «أسطول الحرية لغزة»).
وفقًا لعضو البرلمان الكندي والوزير السابق إيروين كوتلر، فإن استخدام القانون لنزع الشرعية عن إسرائيل موجود في خمس مناطق: الأمم المتحدة، والقانون الدولي، والقانون الإنساني، ومكافحة العنصرية، ومكافحة الإبادة الجماعية.
يقول جوشوا مينتز، في صحيفة جيروزاليم بوست في سبتمبر 2011، في إشارة إلى مخاوف إسرائيل من حرب القانون، «من الممكن جدًا أن تستفيد إسرائيل فعليًا، على الأقل ضمن المشهد القانوني، من المحاولة الفلسطينية لإقامة دولة». وكتب دوغلاس بلومفيلد «قد تزيد حرب القانون الفلسطينية ضد إسرائيل من عزلة الدولة اليهودية» بالإضافة إلى إثارة قضايا تتعلق بسفر القادة الإسرائيليين نحو الخارج الذين قد يخشون التعرض للاعتقال بتهم ارتكاب جرائم حرب. بالإضافة إلى ذلك، اقترح بلومفيلد «إذا مضى (محمود) عباس قدمًا في شن حرب القانون، فسيفتح مرحلة جديدة في الصراع التي من المرجح أن تعيق سبيل السلام».